# Koszmar kolejnego lata
Koszmar kolejnego lata (ang. I'll Always Know What You Did Last Summer) – amerykański horror wydany na rynku wideo, będący kontynuacją Koszmaru minionego- oraz -następnego lata. Stworzony na motywach powieści Lois Duncan. Jest to ostatnia część serii I Know What You Did Last Summer. Nie występuje w niej żaden aktor z dwóch poprzednich filmów. Zdjęcia kręcono w stanie Utah.

## Fabuła
Grupa nastoletnich przyjaciół z niewielkiego miasteczka w stanie Kolorado w dzień czwartego lipca zostaje zaatakowana przez postać rodem z miejskiej legendy – mężczyznę w stroju rybaka z wielkim hakiem w dłoni. Wychodzi na jaw żenujący fakt, iż cała sytuacja została zaplanowana przez czwórkę żartownisiów. Zbiegiem okoliczności, jeden z pomysłodawców dowcipu ginie. Reszta postanawia zataić przed populacją to, czego dokonała. Rok później zaczyna dochodzić do makabrycznych mordów.
Najpierw ginie Roger. Kiedy przyjaciele postanawiają wyjechać, Zoe namawia ich, by zostali, bo chce zagrać koncert. Obiecuje, że po koncercie wyjadą. Przed koncertem giną Zoe, ojciec P.J., Colby, Haffner. Pod koniec Amber zabija Bena. Rok później Ben ją zabija. Ocalał tylko Lance.

## Obsada
- Brooke Nevin – Amber Williams
- David Paetkau – Colby Patterson
- Torrey DeVitto – Zoe
- Ben Easter – Lance
- Seth Packard – Roger
- K.C. Clyde – Hafner
- Clayton Taylor – P.J.
- Britt Leary – Kim
- Star LaPoint – Kelly
- Michael Flynn – szeryf Davis
- Don Shanks – Ben Willis